# Поникаровский, Алексей Владимирович
Алексей Владимирович Поникаровский (укр. Олексій Володимирович Понікаровський; род. 9 апреля 1980, Киев) — украинский и российский хоккеист, левый нападающий.

## Биография
На драфте НХЛ 1998 года был выбран в 4 раунде под общим 87 номером командой «Торонто Мэйпл Лифс».
Имеет канадское и российское гражданство.
В 2010 году обменян в «Питтсбург Пингвинз». Летом 2010 года, на правах свободного агента, подписал контракт с «Лос-Анджелес Кингз» сроком на 1 год. Летом 2011 года перешёл в «Каролину Харрикейнз», подписав годичное соглашение стоимостью в 1,5 миллионов долларов США. В январе 2012 года, до истечения контракта, был обменян в «Нью-Джерси Девилз». В межсезонье 2012 года подписал однолетний контракт с «Виннипег Джетс» на сумму $ 1,5 мл.
Из-за локаута НХЛ 2012 года подписал контракт с новичком КХЛ, клубом «Донбасс». После завершения локаута вернулся в «Виннипег Джетс», однако после 12 игр 14 февраля 2013 года вернулся в «Нью-Джерси Девилз».
В августе 2013 года подписал контракт с ХК СКА, рассчитанный на 2 года.
В августе 2016 года подписал контракт с дебютантом КХЛ «Куньлунь Ред Стар».
В ноябре 2017 года вступил в движение Putin Team.
Женат. Есть трое детей.

## Статистика
| Легенда | Легенда                    | Легенда | Легенда                   | Легенда | Легенда    |
| ------- | -------------------------- | ------- | ------------------------- | ------- | ---------- |
| И       | Количество проведённых игр | Штр     | Штрафное время            | +/−     | Плюс-минус |
| Г       | Голы                       | П       | Голевые передачи          | О       | Очки       |
| -       | Статистика неизвестна      | —       | Статистика не учитывалась |         |            |

## Достижения
- Финалист Кубка Стэнли 2012
- Выступал на Олимпийских играх 2002 года в Солт-Лейк-Сити в составе сборной Украины
- Обладатель Кубка Гагарина 2014 /2015 в составе ХК СКА Санкт-Петербург